# Friedrich Wegener (Schachhistoriker)
Friedrich Wegener (* 1937 in Ströbeck) ist ein deutscher Pädagoge und Schachhistoriker.  Seine wissenschaftliche Arbeit und Veröffentlichungen umfassen die Themen Erwachsenenbildung, Führungslehre sowie die Geschichte des Schachs in Ströbeck.

## Werdegang
Wegener promovierte an der Technischen Universität Dresden mit der Arbeit „Der Meister als Leiter“ und habilitierte sich dort ebenfalls mit einer Untersuchung zu „Lehr- und Lernbesonderheiten von Erwachsenen in der Weiterbildung“. In seiner akademischen Karriere lehrte und forschte er an der Hochschule für Bauwesen Leipzig und später am Institut für Aus- und Weiterbildung im Bauwesen.
Während dieser Zeit veröffentlichte er mehrere Werke, darunter:
- Das Buch Weiterbildung im Baubetrieb
- Eine Lehrbriefreihe mit dem Titel Pädagogisch-psychologisches Grundwissen für nebenberufliche Lehrkräfte der Erwachsenenbildung
- Broschüren zur Führungslehre, die als Belegexemplare in der Deutschen Nationalbibliothek in Leipzig archiviert sind

Nach der Wiedervereinigung Deutschlands widmete sich Wegener der Erwachsenenbildung als Privatdozent und setzte seine Lehrtätigkeit in verschiedenen Weiterbildungseinrichtungen fort.

## Engagement in der Schachgeschichte
Seine Herkunft aus dem Schachdorf Ströbeck und die Verbindung seines Vaters, Friedrich Wegener, der das Ströbecker Schachlied verfasste, weckten sein Interesse an der Schachgeschichte. Seine bedeutendste Veröffentlichung in diesem Bereich ist „Der Ströbecker Freudensprung“, erschienen 2008 im Halberstädter Druckhaus. In diesem Werk beleuchtet er die einzigartige Schachtradition Ströbecks und ihren Einfluss auf Kultur und Gemeinschaft.
In seinem Artikel „Von der Person zur Persönlichkeit“ hebt Wegener hervor, wie Schach zur Entwicklung von individuellen Persönlichkeiten beitragen kann. Dies spiegelt auch seine pädagogischen Überzeugungen wider, die er in der Erwachsenenbildung verfolgte.

## Privates
Seit 1968 lebt Friedrich Wegener in Markkleeberg bei Leipzig, wo er weiterhin seiner Leidenschaft für Bildung und Schach nachgeht.